# Megachile tricolor
Megachile tricolor är en biart som först beskrevs av Pasteels 1970.  Megachile tricolor ingår i släktet tapetserarbin, och familjen buksamlarbin. Inga underarter finns listade i Catalogue of Life.